# Alexander von Rahden

Alexander Baron von Rahden, Porträt um 1900

Baron Alexander Emmanuel von Rahden (russisch Александр Эмманюэль фон Раден; * 22. Februarjul. / 6. März 1859greg. in Halle (Saale); † 23. Oktoberjul. / 5. November 1920greg. in Mitau) war ein kurländischer Landbotenmarschall und Landesbevollmächtigter.

## Leben

### Herkunft und Familie
Alexander war Angehöriger des Adelsgeschlechts der Barone von Rahden. Er war ein Sohn des Privatgelehrten Ernst Baron von Rahden (1809–1873) und der Schweizerin Magdalene, geb. Dürst (1819–1873).
Aus der 1886 geschlossenen Ehe mit Elisabeth Wilhelmine Freiin Knigge (1865–1945) sind drei Töchter und ein Sohn hervorgegangen.

### Werdegang
Rahden besuchte in den Jahren 1869 bis 1875 das Stadtgymnasium in Halle und machte 1876 sein Abitur am Nikolai-Gymnasium in Libau. Von 1877 bis 1881 studierte er Jurisprudenz an der Kaiserlichen Universität Dorpat.
Er war von 1881 bis 1884 Gerichtsprotokollist und von 1882 bis 1884 auch Kreisfiskal in Hasenpoth sowie von 1884 bis 1886 Kreisrichter in Friedrichstadt. Von 1886 bis 1888 war er 2. Sekretär, von 1888 bis 1899 Direktionsrat und von 1899 bis 1914 1. Sekretär des Kurländischen Kreditvereins in Mitau.
Seit 1896 war er Besitzer des Gutes Maihof bei Mitau. Er war von 1905 bis 1907 Mitglied des Kurländischen Provinzialrats und der Konferenzen beim baltischen Generalgouverneur in Riga, mehrfach Landbotenmarschall und Direktor der Brüderlichen Konferenzen der Kurländischen Ritterschaft, sowie bis 1910 Delegierter der Ortsgruppe Mitau des Vereins der Deutschen in Kurland, schließlich Hofmeister des Kaiserlichen Hofes.
Während der Kriegsjahre war er wegen mutmaßlicher deutscher Parteinahme nach Sibirien verbannt, konnte aber in Folge der Oktoberrevolution nach Kurland zurückkehren und war von 1917 bis 1919 kurländischer Landesbevollmächtigter. Ebenfalls seit 1917 war er Mitglied und seit 1918 Vorsitzender des Kurländischen Landesrats. Er war auch Ehrenritter des Johanniterordens.
Rahden war ein bedeutender Genealoge und Herausgeber des Jahrbuchs für Genealogie, Heraldik und Sphragistik. Er war von 1890 bis 1896 Mitglied der Genealogen-Kommission der Kurländischen Ritterschaft sowie Gründer, von 1893 bis 1896 und 1898 bis 1906 Vorsitzender der Genealogischen Sektion, schließlich bis 1913 Mitglied des engeren Ausschusses der Kurländischen Gesellschaft für Literatur und Kunst. Seit 1906 war er Vorsitzender der Genealogischen Gesellschaft der Ostseeprovinzen und gründete das Kurländische Landesarchiv. Bei der Gesellschaft für Geschichte und Altertumskunde der Ostseeprovinzen Russlands in Riga war er seit 1900 korrespondierendes Mitglied, von 1901 bis 1920 Mitdirektor und 1913 Ehrenmitglied. Seit 1913 war ebenfalls Ehrenmitglied der Ehstländischen Literärischen Gesellschaft.